# Друть
Друть (бел. Друць) — река в Витебской, Могилёвской и Гомельской областях Беларуси, правый приток Днепра.

## Описание

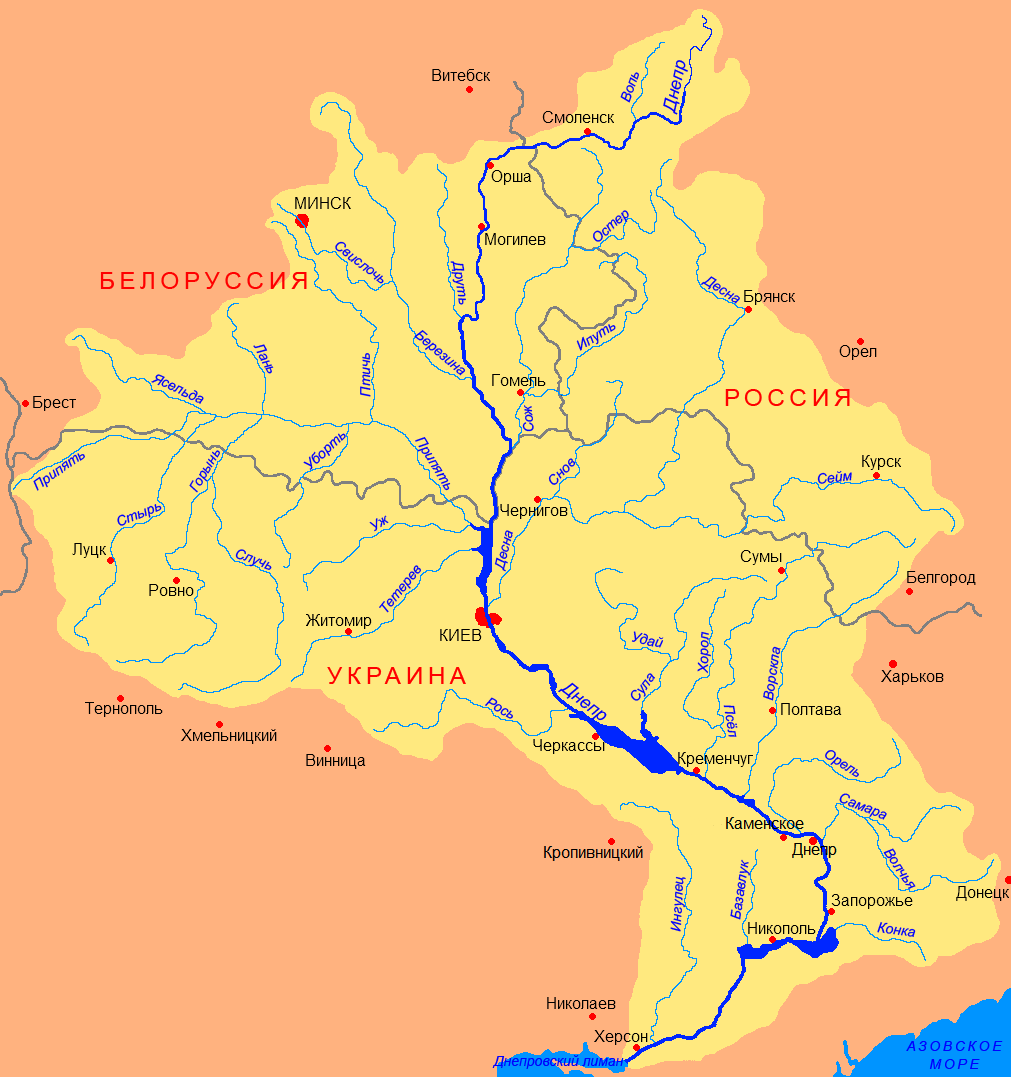
Бассейн Днепра

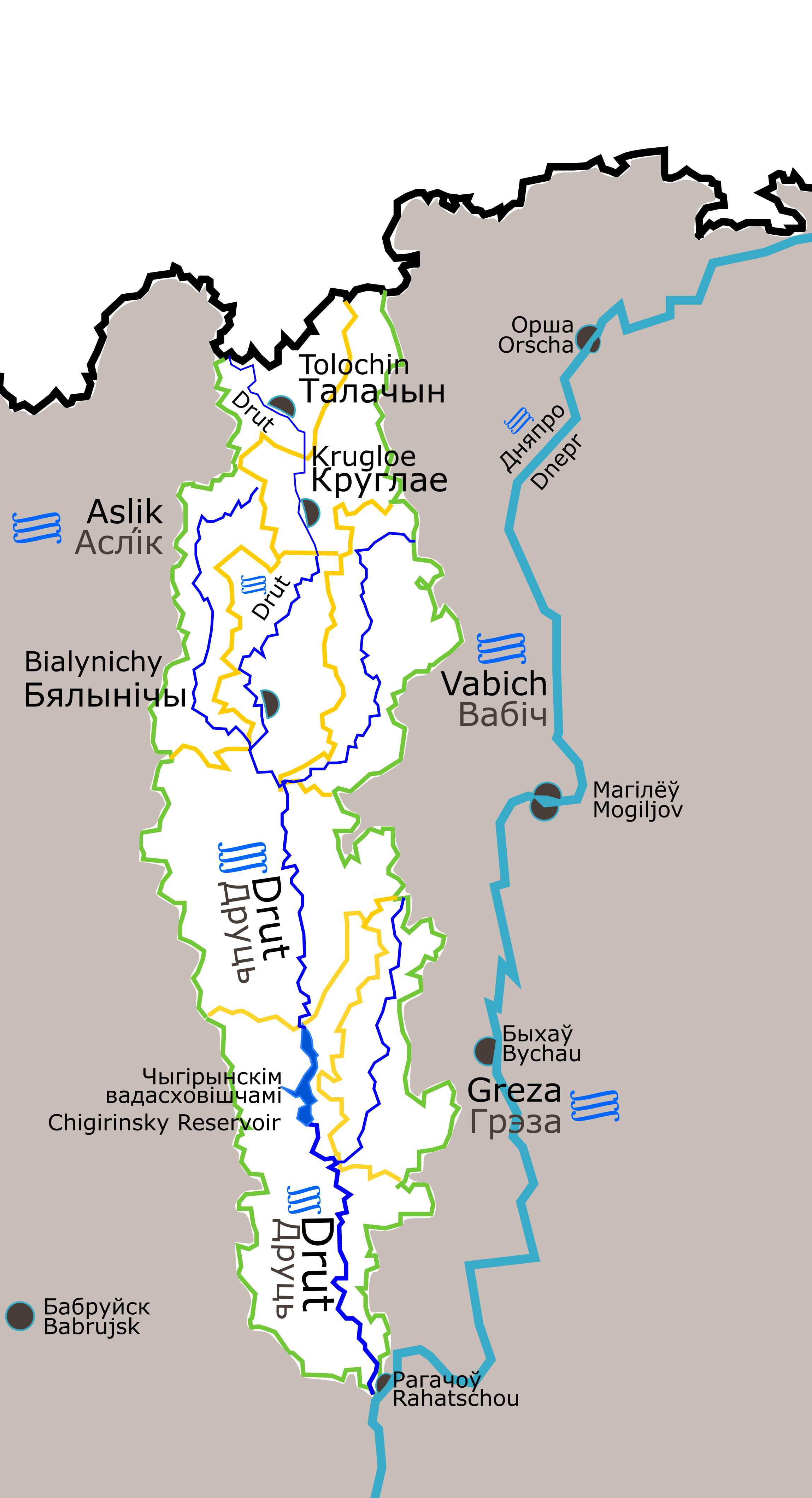

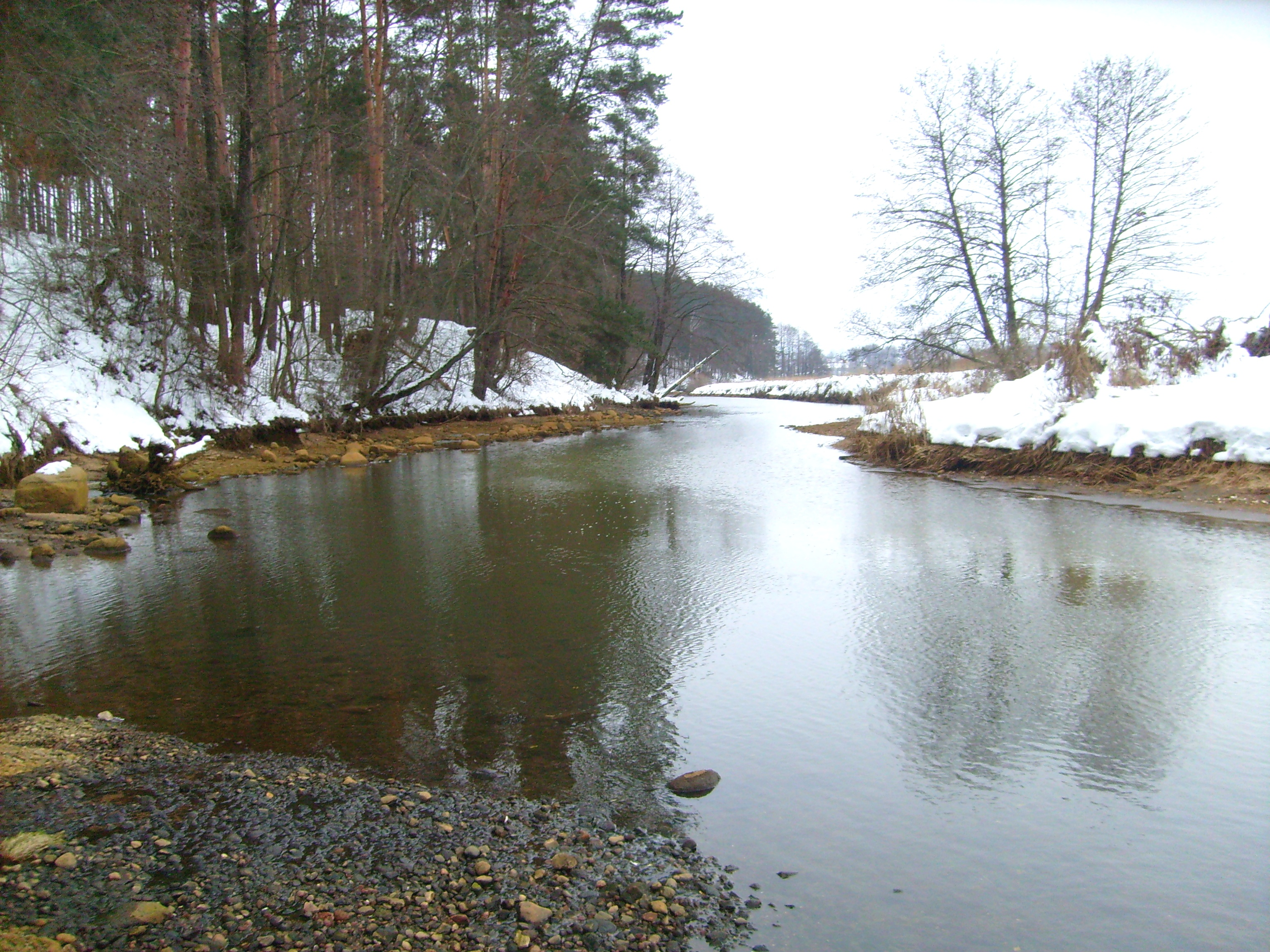
Друть

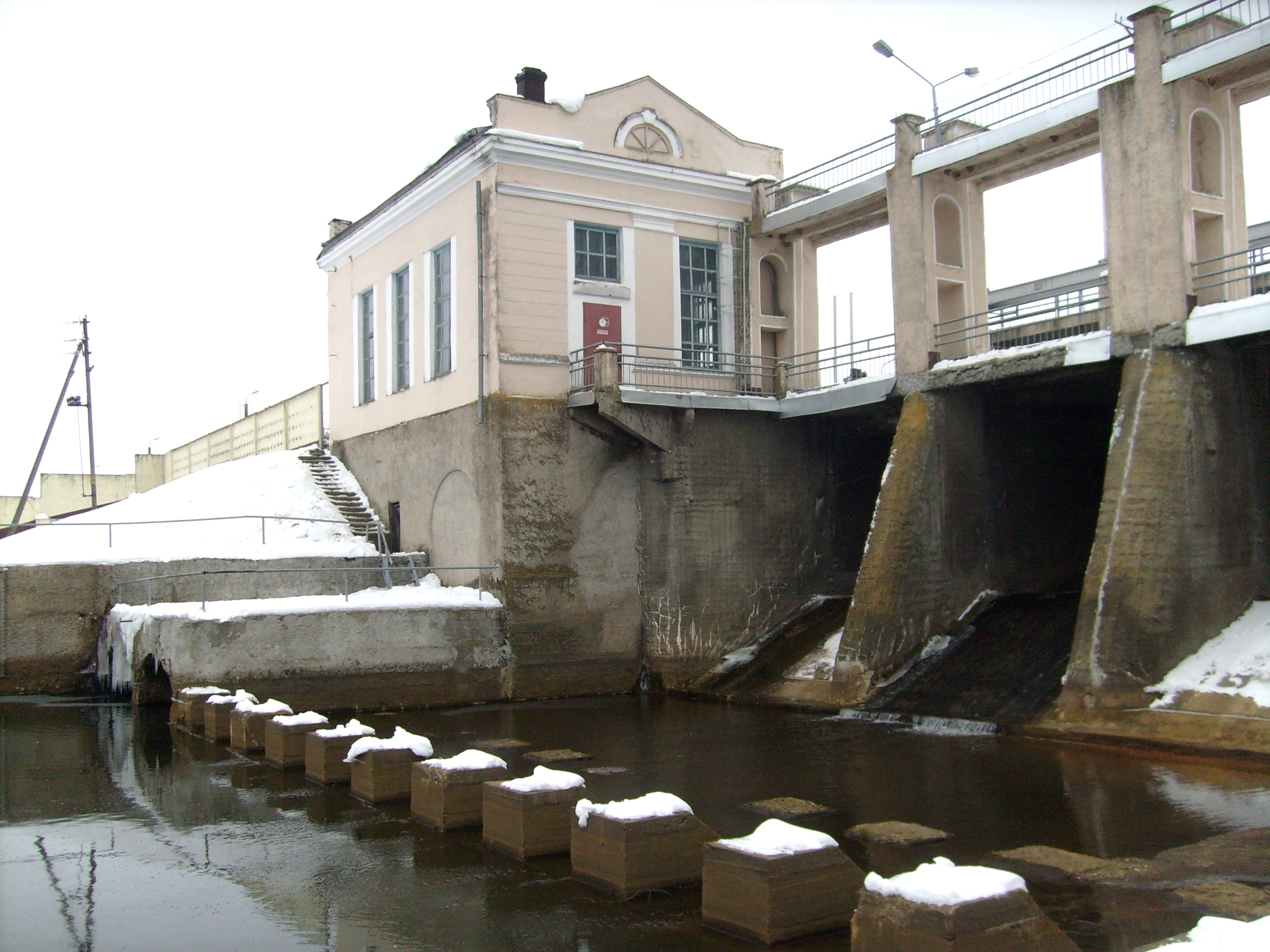
Тетеринская ГЭС

Длина — 295 км. Площадь бассейна — 5020 км². Среднегодовой расход воды в устье — 31,6 м³/с. Общее падение реки — 105,2 м. Средний наклон водной поверхности — 0,4 ‰.
Начинается в 1 км западнее д. Раздольная (по другим данным в 2 км северо-западнее д. Муравничи) Толочинского района на высоте 220 м над уровнем моря, устье на южной окраине Рогачёва на высоте 124,7 м над уровнем моря. Общая длина речной системы Друти 2000 км, густота речной сети 0,39 км/км². Водосбор в верховье в границах Оршанской возвышенности, на остальной протяжённости — в восточной части Центральноберезинской равнины. Долина до впадения р. Кривая невыразительная, ниже трапециевидная, шириной 1,5-2,5 км. Склоны порезанные, высота их 8-30 м, до Белынич открыты и под пахотой, ниже по течению преимущественно под лесом. Лесистость около 35 %. Левый склон более пологий, правый умеренно крутой, нередко обрывистый. Пойма преимущественно двухсторонняя (на отдельных участках в низовье левобережная, в верхнем течении частично затопленная Тетеринским, в нижнем — Чигиринским водохранилищами), открытая, луговая. Поверхность поймы в прирусловой части ровная, местами холмистая, пересечённая старицами, осушительными канавами, ложбинами. Русло канализированное на 2 участках в верховье: от д. Новосёлки до Толочина (7 км) и от пункта в 0,4 км ниже моста на автомобильной дороге Минск — Москва до Друцка (8,6 км). На остальном протяжении сильноизвилистое, свободно меандрирует, ниже впадения р. Вабич разветвлённое на протоки и рукава с многочисленными старицами и заливами. Ширина реки в межень в верховье 10-20 м, ниже 30-50 м. Берега преимущественно крутые, местами обрывистые, высотой 1-2,5 м (на излучинах 3-5 м), в устьевой части пологие, высотой до 1 м. Особенность режима — очень выразительное весеннее половодье, на которое выпадает 54 % годового стока. Весенний подъём уровня воды интенсивный (7-10 суток), наивысший уровень половодья в начале апреля, средняя высота над меженью 2,5-2,8 м весенний ледоход около 3 суток. Река принимает сток с мелиорационных каналов. Судоходная ниже плотины Чигиринского водохранилища (в 84 км от устья) в полноводный период.

## Притоки
Основные притоки: Кривая, Неропля, Вабич, Орлянка, Болоновка, Греза (слева); Ослик, Малыш, Должанка, Добрица (справа).

## Происхождение названия
Согласно К. Мошинскому, название Друть происходит от *drъjǫt- «спешащий, бегущий», ср. др.-инд. drávati «бежит, спешит, растекается», авест. drav- «бежать».
По мнению В. Н. Топорова и О. Н. Трубачева, название реки Друть — балтское, от лит. drūtas «сильный, большой, крепкий», и родственно названию реки Друт-ретя в Западной Литве.
Р. И. Овчинникова считает, что в названиях Друть, Друйка, Драй, Дрисса, Дривяты, Дрисвяты, Дретунь и т. д. надо видеть гидронимическую основу др, которую она связывает с финно-угорским тур, дярви — «озеро». Названия финского происхождения на -ярви, -дярви упоминал А. И. Попов, говоря про озера в Карелии.

## Населённые пункты
На реке расположены города Толочин и Рогачёв (в устье), городские посёлки Круглое и Белыничи, агрогородок Друцк, а также зоны отдыха Чигиринка, Малино, Друть, Лужки.